# Phyllanthus boehmii
Phyllanthus boehmii är en emblikaväxtart som beskrevs av Ferdinand Albin Pax. Phyllanthus boehmii ingår i släktet Phyllanthus och familjen emblikaväxter.

## Underarter
Arten delas in i följande underarter:
- P. b. boehmii
- P. b. humilis